# Boris Hollas
Boris Hollas (geboren am 18. September 1970 in Gießen) ist ein deutscher Informatiker. Er lehrt an der
Hochschule für Technik und Wirtschaft Dresden.
Hollas studierte nach seinem Abitur (1990) und seinem Wehrdienst Mathematik in Marburg, Dortmund und Gießen. Von 1999 bis 2000 war er wissenschaftlicher Mitarbeiter der Uni Tübingen, und von 2000 bis 2005 an der Uni Ulm. In Ulm promovierte er 2005. Von 2006 bis 2010 arbeitete er als Forschungsmitarbeiter bei der Robert Bosch GmbH. Hollas hat seit 2010 an der HTW Dresden eine Professur für Künstliche Intelligenz/Theoretische Informatik inne.
Hollas ist als Sachverständiger Mitglied der 2018 gegründeten Enquete-Kommission Künstliche Intelligenz des Deutschen Bundestags.
Hollas ist seit 2013 Mitglied der AfD Sachsen. Hier ist er Leiter des Landesfachausschusses für Bildung, Wissenschaft, Kultur und Medien.
Seit 2018 ist er Mitglied des Kuratoriums der AfD-nahen Desiderius-Erasmus-Stiftung.